# Xã Bloomenfield, Quận Stutsman, Bắc Dakota
Xã Bloomenfield (tiếng Anh: Bloomenfield Township) là một xã thuộc quận Stutsman, tiểu bang Bắc Dakota, Hoa Kỳ. Năm 2010, dân số của xã này là 34 người.